# 밈 코인
밈 코인(meme coin 또는 memecoin)은 인터넷 밈에서 유래했거나 다른 유머러스한 특성을 지닌 암호화폐이다. 이는 "도지코인"과 같은 특정 밈, Coinye와 같은 유명 인사, 비트커넥트와 같은 펌프 앤 덤프 스킴(scheme)을 기반으로 하는 암호화폐 시장 전체에 대한 비판으로 가장 넓은 의미로 사용될 수 있다. 암호화폐에 대한 접근성을 높이는 데 사용된다. 이 용어는 종종 암호화폐의 가치나 성과를 주류 암호화폐의 가치나 성능과 비교하여 무시하는 경우가 많다. 반면 지지자들은 일부 밈코인이 사회적 화폐와 높은 시가총액을 획득했다는 사실을 관찰한다.
2013년 말, 도지코인은 소프트웨어 엔지니어가 도지 밈에 대한 농담으로 만든 후 출시되었다. 이로 인해 여러 후속 밈 코인이 생성되었다. 2021년 10월 기준 시장에는 약 124개의 밈 코인이 유통되고 있었다. 주목할만한 예로는 도지코인과 시바이누코인이 있다.
2021년 말, 런던에서 밈 코인 플로키 이누(Floki Inu)를 홍보하는 광고는 ASA(광고 표준 당국)에서 규제되지 않는 금융 상품으로 간주되는 밈 코인 홍보에 대한 후속 조사로 이어졌다.
일부 국가에서는 밈 코인을 규제하는 조치를 취했다. 2021년 초, 태국 증권거래위원회는 "명확한 목적이나 실체가 없는" 디지털 상품 단속의 일환으로 밈 코인을 금지했다.